# Querschläger (Bergbau)
Querschläger ist eine Berufsbezeichnung im Bergbau und bezeichnet denjenigen Bergmann, der  Gestein löst. Querschläger fördern keine Kohle, sondern arbeiten im Grubenfeld an Strecken, um an die Kohlenflöze zu kommen. Im Grubenbau bezeichnet man den Ort als Querschlag.